# Lincoln Goines

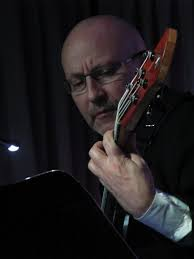
Lincoln Goines, 2014

Lincoln Goines (* 2. Oktober 1953 in Oakland) ist ein amerikanischer Jazzmusiker (E-Bass, Kontrabass).

## Leben und Wirken
Goines, der mit der Soul- und Beatmusik aufwuchs, wechselte unter dem Eindruck von John Coltranes A Love Supreme und Miles Davis’ Bitches Brew zum Jazz. Er besuchte die Highschool in Vancouver, wo er Kontrabass bei Sydney Keats, dem früheren Solo-Bassisten des Vancouver Symphony Orchestra, studierte; zusätzlich nahm er Stunden bei Eddie Gomez und Gary Karr. Beeinflusst durch Steve Swallow wechselte er Mitte der 1970er Jahre zum E-Bass.
1977 zog er nach New York, wo er lange Jahre in den Bands von Dave Valentin und Mike Stern arbeitete. Er begleitete auch Sonny Rollins, Dave Grusin, Michael Brecker, Leni Stern, Tânia Maria, Gato Barbieri, Dizzy Gillespie, Eliane Elias, Wayne Krantz, Michel Camilo sowie Carly Simon und war als Studiomusiker tätig. Zwischen 1977 und 2015 ist er bei 152 Aufnahmen im Bereich des Jazz gelistet.
Goines ist auch als Pädagoge tätig; so hat er mit Schlagzeuger Robby Ameen das Lehrbuch Funkifying The Clave: Afro-Cuban Grooves für Bass und Drums (Alfred Publishing 1996) geschrieben. Seit 1986 lehrt Goines bei The Collective in New York City; 2008 wurde er in die Fakultät des Berklee College of Music berufen, wo er auch aktuell tätig ist.